# Битка код Кагула
Битка код Кагула или Кахула (руски: Сражение при Кагуле [Битка код Кагула], турски: Картал Овасı Мухаребеси [Битка на равници Орла]) одиграла се 1. августа 1770. (21. јула 1770. по јулијанском календару ) током руско-турског рата 1768–1774.год. Била је то одлучујућа и најважнија копнена битка тога  рата и једна од највећих битака целог 18. века. Борбе су вођене у Молдавији,у близини села Фрумоаса (данас Кахул, Молдавија), готово месец дана након руске победе код Ларге.
Док је Османлијска војска са својим кримско-татарским вазалима по својој бројности вишесутруко надмашива руске снаге, руски заповедник и предводник, фелдмаршал Петар Румјанцев, успео је да врло спретно распореди своју далеко малобројнију војску у формацијама  чврстих пешадијских квадрата (каре-а) и што је било неочекивано за тадашњу логику ратовања одабрао да крене у офанзиву против удружених снага својих непријатеља  . У томе му  је од велике помоћи била изузетна координација и брзина паљбе руске артиљерије, која је са великим успехом уништила отоманску артиљерију и у великој мери поништила бројчану супериорност отоманске војске.Као  резултат ових дејстава остварена је величаствена и уједно одлучујућа победа Русије.

## Позадина
Руска царица Катарина Велика покренула је поход на Молдавију и Влашку, које су се у то доба налазиле у вазалном положају према Османском царству, у периоду који је обухватао септембар 1767. године што је заправао био одговор на објаву рата Русији од стране султана  осменског султана Мустафе III који је уследио годину дана раније. За главнокомандујућег овог похода био је постављен фелдмаршал Петар Румјанцев. Иако су се османским снагама прикључиле снаге сачињене од Кримских Татара,дошавши до њих из правца истока и на тај начин успеле да створе бројчану надмоћ над руским снагама, након чега су се на најочигледији начин и расапле након снажног удара руске војске који је уследио изненада, што је на крају довело до турског повлачења након низа  битака и опсада у којима су њихова утврђења падала једно за другим. Турски султан се није надао овако лошем исходу, али је то изазвало још веће запрепашћење код турског везира Ивазада Халил паше јер је услед ових догађаја успео да изгуби контролу над догађајима који су се одигравали  на бојном пољу што је у коначном следу догађаја довело и до препуштања борбене иницијативе противнику. Да ствар буде још гора по поражене, након саме битке код Ларге, Османлије и Татари су се повукли у два одвојена правца, што је онемгућило билокво садејство у некој могуој- будућој бици, Татари су се тада повукли у правцу Измаиља и Килије, док су се Османлије повукле према селу Фурмоса, које данас носи име Кахул, и налази се  у близини реке Кагул.
Упркос губитку иницијативе код у битци код Ларге и чињенице да су скоро цела Влашка и Бесарабија сада биле у руским рукама, Ивазад Халил паша је још увек веровао да је ипак магуће перузети борбену иницијативу од Русије. У томе му је од велике помоћи био кримски кан Каплан II Гиреј који му је послао руске заробљенике које су затим Османлије подробно испитале. Велики везир је тако сазнао да се руска војска налази на граници свог ефикасног функционисања јер су њене залихе хране и муниције биле на измаку. Тада је донео одлуку да спроведе опсежан противудар ротив руске војске како би је тиме приморао да крене кроз мочваре и речне пределе југоисточне Молдавије. Велики везир је након тога пожурио у османску престоницу Константинопољ , како би разговарао  са султаном и осталим значајнијим заповедницима, чиме је по хитном поступку започело са радом ратно веће које је трајало ово питање на шта је утрошено наредних дана дана. После извесног периода припрема и разматрања, он  вратио се у ратно подручје и успео да ојача своју војску која је до тог времена стигла да претрпи неколико значајних пораза. До средине јула пошло му је за руком да окупи многобројну војску од 150.000 људи из свих делова царства од којих су многи били превезени преко Дунава турском флотом коју је сачињавало 300 бродова.

## Увод
Након што је сачиио одговарајући распоред у војсци, османски везир Извад Халил паша је дао обећање војсци да овога пута неће бити поражени од Руса, што су одмах затим потврдили и заповедници које је везир поставио  како би управљали војском након чега су они сами нагласили да овога пута неће бити никаквог осдустајања и да ће се ићи на победу без обзира на сваку цену. Са увећаном и обновљеном војском Кримских Татара  од 80 000 људи који се налазили на свега 20 километара од његовог положаја дало му је наду и веру у сигурну победу над  руском војске која је и овога пута била знатно малобројнија у односу на његове снаге. У међувремену, упркос бројним победама на терену, фелдмаршал Румјанцев  постао је опрезанији  јер је Османска војска доста значајније повећавала своју бројност, која је у још већој мери овога пута надмашила бројност  руских снага које су се налазиле под његовом директном командом. Штавише, терен на месту битке је био повољнији по Османлије, јер иако је бојно поље било пресечено реком на западу и бројним малим језерима и мочварама на истоку, што је и ограничавало покретљивост руске војске, као и две долине које су својим положајем омогућавале бројној отоманској коњици да изведе напад руску позадину. Румјанцев је схвативши свој положај, кренуо усиљеним маршом ка главници отоманских снага како би их тиме спречио да се уједине са војском Кримских Татара који су се налазили у близини приморавши их на борбу како се положај руских снага не би додатно погоршао. Иако је османска војска несумњиво  далеко већа и боље опремљена у поређењу са средњовековном кримскотатарском војском, она је уз то ипак била тако распређена да се географски најближе налазила Руској војсци током њеног марша који је покренула како не би погоршали већ и онако тешку ситуацију у вези са снабдевања коју је Румјанцев покушао да реши издавши наредбу да се војницима дају  10-дневни оброци ради уштеде и након допуне залиха убрзо након битке код Ларге, занемарујући тако сопствене линије снабдевања, али истовремено пружајући привремену опскрбу храном својим људима за предстојећу битку.

## Битка
Руске снаге које су биле далеко малобројније од непријатељских снага  а састојале су се од 40 000 људи које је предводио гроф Петар Румјанцев, марширале су ка Кахулу, у правцу  османског логора који се налазио на свега 11 километара одатле, и био размештен на десној страни реке Кагул. Руске снаге су стигле на положаје на десној обали реке и тако се улогориле и ту остале до 31. јула (20. јула по руском календару). Ивазд паша је осматрао покрете ових снага и након извиђања руских положаја , одлучио да их  нападне  сутрадан тачно у 10 часова пре подне,односно два часа пре самог поподнева. Али је овај план  каснио сатима за планом и наумом самог  Румјанцева : руске снаге су према његовом плану  требале да започну офанзиву на павцу реке Кагул до 1 сат после поноћи, са својих 17.000 пешака распоређених у квадратима као и стрелцима који су бранили њихове бокове док су они у спољним редовима морали да се боре са већим бројем непријатељских војника који су се налазили  испред њих, посебно против непријатељске коњице, док је остатак снага морао стоји  у резерви у случају да ствари пођу изван планираних дејстава.  Због овог хронолошког несклада у плановима заповедника са обе стране, Руси су морали да постигну елемент изненађења против непријатељских снага у тренутку свог покрета у напад.
У време када су се Османлије, налазиле у јеку припрема за своју офанзивна дејства, која су каснила са неким од назнака које су указивале да она неће ни бити покренута, угледали су руске снаге у пешачким квадратима како марширају право ка њима у раним ујутарњим часовима, и тада започели свој велики, али неорганизовани јуриш коњицом дуж целе борбене линије. Мећутим, Руси су своје пешадијске квадрате (каре-е) приликом њиховог наступања  подржавали лаком артиљеријом, смештеном унутар квадрата која је пуцала само када би војници отворали редове како би направили места својој артиљерији за гађење. Поменути топови гађали су османску коњицу која је кренула у напад, наносећи јој на тај начин озбиљне губитке, па су тако успели да одбију њихов напад након кога су се само малобројни преживели турски коњаници успели да се врате у строј својих заповедника, након чега су Руси наставили са својим борбеним маршем. Османске снаге покушале су да напредовањем уз бокове руских  снага стигну до противничке позадине, али је Румјанцев брзо послао своје резерве које су се кретале у правцу укопа који су се налазили између руских војника који су напредовали усиљеним маршем и османског логора, преусмеравајући тако пажњу непријатељских бочних снага на своју позадину. Бојећи се да изгуби отступницу за повлачење, Ивазад паша је појурио са свим својим расположивим османским јединицама у копове, да би их затим растргала и протерала стална, разорна и прецизна ватра руске артиљерије.
Када су руске снаге коначно стигле и у јуришу кренуле ка отоманском логору до и већ до 8 сати, коначно осетиле  сву  тежину борбе са огромног броја Османлија, и огромним гомилама јањичара који су покушавали да се пробију до празнина у пешадијским квадратима и тиме успели да озбиљно угрозе Напад Румјанцева. Али када је дугачка линија артиљеријских батерија којом је командовао Пјотр Мелисино, генерал артиљерије, отворила ватру током свеопште плотунске паљбе, отоманске снаге почеле су да трпе још више жртава , па су тако биле присиљене да крену назад при чему су ови удари код њих изазвали велику деморалисаност и панику. Тако је започело почело повлачење које Ивазад паша више никао није могао да заустави, ситуација је отишла тако далеко да је призивао имена пророка Мухамеда и садашњег султана и почео да преклиње своје трупе само да не пропадну и поклекну, док су се Османлије које су се повлачиле жалиле на разорну ватрену моћ руске војске која је по њима почела да удара као муња. Турци су успели да се пробију кроз одред анатолских курдских коњаника, наводно покушавајући да помогну Ивазад паши, али је један њихов одред  уместо тога опљачкао све ствари које су војници у свом бекству носили са собом, чиме је још више допринео хаосу у коме се османска војска већ налазила. Ивазад паши није имао другог избора већ је био принуђен да се придружи ономе што је остало од његовог људства током неорганизованог повлачења. Видевши да Османлије већ беже са попришта битке и да су исцрпљени након неколико сати непрекидне борбе, руска пешадија се зауставила и предахнула у некадашњем османском логору од напуштених шатора, док је Румјанцев са друге стране наредио руској коњици од 1.000 војника да крене у потреру за османским снагама које су се у то време повлачиле, што јој је и пошло за руком чак до раздаљине од 5 километара (3,1 ми) када је супела да успут погуби многе од њих пре него што су стигли да се зауставе током поподнева истог дана.

## Закључак
Пропаст османске војске није се окончала ни катастрофом код  Кагула. Следећег дана, 2. августа, Румјанцев је послао свој корпус у потеру за османском војском која се повлачила и том приликом била на путу за  укрцавање на 300 бродова усидрених  на реци Дунав спремних да  пребаце ове снаге назад у дубину мосманске територије. Руски корпус је успео да на крају сустигне већ разбијену непријатељску војску, започевши тиме још један сукоб у којем су Руси још једном нанели велике губитке Османлијама и ефективно разбили и оно што је остало од њихове војске која је сада почела да бежи у свим правцима осим изузев севера. Многи од њих су покушавали да препливају Дунав како би избегли руско надирање, да би накрају већина њих окончала своје животе удавивши се уреци , при чему су Руси успели да заузму цео османски конвој од 300 бродова и 30 топова, чиме су заокружили османски пораз и употпунили руски тријумф код Кагула.

Укупни губици Турака били су велики, отоманска војска је том приликом изгубила више од 20.000 људи, међу којима је било и доста рањених, несталих или заробљених војника разбацаних дуж бојног поља код Кагула као и дуж 10 километара (6,2 ми) дугачког пута који се простирао  од бојног поља до Дунава. Руска војска је претрпела далеко мање губитака, око 1.000 погинулих и рањених. Руси су такође успели да заробе сво артиљеријско оруђе османске војске, тј. укупно 130 топова укључујући ту и 30 топова заробљених у близини северне обале Дунава.
Чувши за катастрофу на реци Кагул, кримски кан Каплан II Гиреј склонио се у град Измаиљ из страха да ће бити суочен са мањом, али наизглед незаустављивом руском силом, при чему су становници самог града  били опрезни у погледу присуства Татара у граду, због страха да ће надирући Руси извршити одмазду јер су они дозволили Татарима да уђу у њихов град. Огромна, али обесхрабрена татарска војска заједно са Кримским каном, пошто претходног дана није учествовала у бици код Кагула упркос раздаљини од само сат времена хода, повукла се према Акерману који се налазио  у њиховој кримској отаџбини, не постигвши ништа ефикасно у дотадашњим дејствима, односн недавши никаквог допринсоа у самим борбама,осталим османским ратним напорима до краја тога рата.

## Последице
Након победе у бици код Кагула, учињен је крај присуству османске војске на подручју делте Дунава, Руси су успели успоставе контролу над свим утврђењима на овом подручју као што су Исмаиљ, Килија, Акерман сада (Билгород-Дњестровски), Ибраил (сада Браила), Исака (сада Исакча), и Бендер, који су освојени уз невелике напоре. 
У знак сећања на победу, царица Катарина II наредила је да се подигне Кахулски обелиск у Царском Селу, док је Фридрих II Пруски послао Румјанцеву честитку у којој је руску победу упоредио са делима старих Римљана. У међувремену, османски султан Мустафа III уклонио је Ивазадa Халил пашу са положаја великог везира као последицу овог пораза ,након чега га је на том положају га је заменио Силахдар Мехмед-паша.
На исти дан четири године касније, Руско и Османско царство потписале су споразум из Кучук Кајнарџије чиме је овај рат окончан.